# スコント・スタディオン
スコント・スタディオン (ラトビア語: Skonto stadions) は、ラトビアの首都リガにあるスタジアム。2000年6月28日に完成。隣接するスコント・ホールは2003年のユーロビジョン・ソング・コンテストの会場にもなった。

## 概要
2008年にエアロスミスとメタリカが共演したライブには3万以上の観衆が集まった。